# Základní a Mateřská škola Křtiny
Základní a Mateřská škola Křtiny je základní školou ve Křtinách, která je někdy nazývána moderní dominanta Křtin.

## Správa školy
Současným ředitelem školy je RNDr. Petr Lukáš. Zástupkyní ředitele je RNDr. Jarmila Ištoková. Vedoucím Mateřské školy je Bc. Miroslava Gregorová. Hlavním orgánem je školská rada. Ta se skládá ze tří zástupců obce, tří zástupců pedagogického sboru a tří zástupců rodičů. Předsedou školské rady je současný starosta Křtin František Novotný.

## Environmentální výchova a vzdělávání
Škola se zapojila do programu Ekoškola, jehož cílem je snížení dopadu školy na životní prostředí a zlepšení životního prostředí v okolí školy. V rámci tohoto programu dostala škola tato ocenění:
- Škola udržitelného rozvoje I. stupně[4]
- mezinárodní titul „Ekoškola“[5]

Ve škole funguje Ekotým, skládající se ze žáků, učitelů, provozních zaměstnanců školy a občanů Křtin.

## Historie
Kolem roku 1770 byla zřízena v rezidenci zámku škola, do které chodily děti z vesnic Proseč u Březiny, Březina, Bukovina, Bukovinka, Křtiny a Habrůvka. Škola se v roce 1865 přesunula do tzv. Outočiště, současné číslo popisné 16, které se pro školní potřeby rozrostlo. V roce 1923 vznikl na Bukovském kopci bytový dům pro učitele, tzv. Učitelák. V roce 1953 byla škola přesunuta do zámku po baronce Adelíně Offermannové a jejím manželovi Edwinu Offermannovi. Po velkém úsilí jednoho z ředitelů školy Jiřího Kovaříka byl 20. 4. 1997 položen základní kámen nové budovy. 2. 9. 2000 byla stavba architektů ing. Ludmily Kramolišové a ing. Karla Doležala dokončena. Budova zámku byla částečně využita na provizorní byty. Objevil se také plán udělat ze zámku byty pro seniory; z tohoto plánu však sešlo. Nakonec zámek od obce koupila developerská firma Mansito, která jej chce zbořit a na jeho místě postavit rezidenci s názvem Měšťanka.